# Andrena semiflava
Andrena semiflava är en biart som beskrevs av Lebedev 1932. Andrena semiflava ingår i släktet sandbin, och familjen grävbin. Inga underarter finns listade i Catalogue of Life.